# Judô nos Jogos Paralímpicos de Verão de 2024
As competições de judô nos Jogos Paralímpicos de Verão de 2024 foram disputadas entre 5 e 7 de setembro de 2024 no Grand Palais Éphémère, em Paris, França. São disputados 16 eventos, sendo oito categorias masculinas e oito femininas. Os atletas que disputaram o judô possuem algum tipo de deficiência visual.

## Qualificação
A qualificação é baseada no ranking mundial da Federação Internacional dos Desportos para Cegos de 2024. Um total de 148 atletas de 41 nações foram classificados através do ranking, garantindo que cada CPN tenha no máximo um atleta por categoria.

## Medalhistas

### Evento Masculino
| Evento                       | Ouro                                  | Prata                           | Bronze                                  |
| ---------------------------- | ------------------------------------- | ------------------------------- | --------------------------------------- |
| Até 60 kg J1 (Detalhes)      | Abdelkader Bouamer ALG Argélia        | Meysam Banitaba IRI Irã         | Marcos Dennis Blanco VEN Venezuela      |
| Até 60 kg J1 (Detalhes)      | Abdelkader Bouamer ALG Argélia        | Meysam Banitaba IRI Irã         | Kapil Parmar IND Índia                  |
| Até 73 kg J1 (Detalhes)      | Alexandru Bologa ROM Romênia          | Yergali Shamey KAZ Cazaquistão  | Djibrilo Iafa POR Portugal              |
| Até 73 kg J1 (Detalhes)      | Alexandru Bologa ROM Romênia          | Yergali Shamey KAZ Cazaquistão  | Lennart Sass GER Alemanha               |
| Até 90 kg J1 (Detalhes)      | Arthur Cavalcante da Silva BRA Brasil | Daniel Powell GBR Grã-Bretanha  | Cyril Jonard FRA França                 |
| Até 90 kg J1 (Detalhes)      | Arthur Cavalcante da Silva BRA Brasil | Daniel Powell GBR Grã-Bretanha  | Oleg Crețul MDA Moldávia                |
| Acima de 90 kg J1 (Detalhes) | Wilians Silva de Araújo BRA Brasil    | Ion Basoc MDA Moldávia          | Jason Grandry FRA França                |
| Acima de 90 kg J1 (Detalhes) | Wilians Silva de Araújo BRA Brasil    | Ion Basoc MDA Moldávia          | Ilham Zakiyev AZE Azerbaijão            |
| Até 60 kg J2 (Detalhes)      | Sherzod Namozov UZB Uzbequistão       | Zurab Zurabiani GEO Geórgia     | Ishak Ouldkouider ALG Argélia           |
| Até 60 kg J2 (Detalhes)      | Sherzod Namozov UZB Uzbequistão       | Zurab Zurabiani GEO Geórgia     | Davyd Khorava UKR Ucrânia               |
| Até 73 kg J2 (Detalhes)      | Yujiro Seto JPN Japão                 | Giorgi Kaldani GEO Geórgia      | Osvaldas Bareikis LTU Lituânia          |
| Até 73 kg J2 (Detalhes)      | Yujiro Seto JPN Japão                 | Giorgi Kaldani GEO Geórgia      | Uchkun Kuranbaev UZB Uzbequistão        |
| Até 90 kg J2 (Detalhes)      | Oleksandr Nazarenko UKR Ucrânia       | Helios Latchoumanaya FRA França | Davurkhon Karomatov UKR Ucrânia         |
| Até 90 kg J2 (Detalhes)      | Oleksandr Nazarenko UKR Ucrânia       | Helios Latchoumanaya FRA França | Marcelo Casanova BRA Brasil             |
| Acima de 90 kg J2 (Detalhes) | İbrahim Bölükbaşı TUR Turquia         | Revaz Chikoidze GEO Geórgia     | Zhurkamyrza Shukurbekov KAZ Cazaquistão |
| Acima de 90 kg J2 (Detalhes) | İbrahim Bölükbaşı TUR Turquia         | Revaz Chikoidze GEO Geórgia     | Chris Skelley GBR Grã-Bretanha          |

### Evento Feminino
| Evento                       | Ouro                             | Prata                                | Bronze                                 |
| ---------------------------- | -------------------------------- | ------------------------------------ | -------------------------------------- |
| Até 48 kg J1 (Detalhes)      | Nataliya Nikolaychyk UKR Ucrânia | Shizuka Hangai JPN Japão             | Rosicleide Silva de Andrade BRA Brasil |
| Até 48 kg J1 (Detalhes)      | Nataliya Nikolaychyk UKR Ucrânia | Shizuka Hangai JPN Japão             | Ecem Taşın TUR Turquia                 |
| Até 57 kg J1 (Detalhes)      | Shi Yijie CHN China              | Maria Liana Mutia USA Estados Unidos | Anzhela Havrysiuk UKR Ucrânia          |
| Até 57 kg J1 (Detalhes)      | Shi Yijie CHN China              | Maria Liana Mutia USA Estados Unidos | Paula Gómez ARG Argentina              |
| Até 70 kg J1 (Detalhes)      | Liu Li CHN China                 | Brenda Freitas BRA Brasil            | Nicolina Pernheim SWE Suécia           |
| Até 70 kg J1 (Detalhes)      | Liu Li CHN China                 | Brenda Freitas BRA Brasil            | Theodora Paschalidou GRE Grécia        |
| Acima de 70 kg J1 (Detalhes) | Anastasiia Harnyk UKR Ucrânia    | Erika Zoaga BRA Brasil               | Nazan Akın Güneş TUR Turquia           |
| Acima de 70 kg J1 (Detalhes) | Anastasiia Harnyk UKR Ucrânia    | Erika Zoaga BRA Brasil               | Christella Garcia USA Estados Unidos   |
| Até 48 kg J2 (Detalhes)      | Akmaral Nauatbek UZB Uzbequistão | Sandrine Martinet FRA França         | Li Liqing CHN China                    |
| Até 48 kg J2 (Detalhes)      | Akmaral Nauatbek UZB Uzbequistão | Sandrine Martinet FRA França         | Cahide Eke TUR Turquia                 |
| Até 57 kg J2 (Detalhes)      | Junko Hirose JPN Japão           | Kumushkhon Khodjaeva UZB Uzbequistão | Dayana Fedossova KAZ Cazaquistão       |
| Até 57 kg J2 (Detalhes)      | Junko Hirose JPN Japão           | Kumushkhon Khodjaeva UZB Uzbequistão | Marta Arce Payno ESP Espanha           |
| Até 70 kg J2 (Detalhes)      | Alana Maldonado BRA Brasil       | Wang Yue CHN China                   | Ina Kaldani GEO Geórgia                |
| Até 70 kg J2 (Detalhes)      | Alana Maldonado BRA Brasil       | Wang Yue CHN China                   | Kazusa Ogawa JPN Japão                 |
| Acima de 70 kg J2 (Detalhes) | Rebeca de Souza Silva BRA Brasil | Sheyla Hernandez CUB Cuba            | Wang Hongyu CHN China                  |
| Acima de 70 kg J2 (Detalhes) | Rebeca de Souza Silva BRA Brasil | Sheyla Hernandez CUB Cuba            | Zarina Raifova KAZ Cazaquistão         |

### Quadro de medalhas
País sede destacado
| Ordem | País               | Medalha de ouro | Medalha de prata | Medalha de bronze |    |
| ----- | ------------------ | --------------- | ---------------- | ----------------- | -- |
| 1     | BRA Brasil         | 4               | 2                | 2                 | 8  |
| 2     | UKR Ucrânia        | 3               |                  | 2                 | 5  |
| 3     | CHN China          | 2               | 1                | 2                 | 5  |
| 4     | JPN Japão          | 2               | 1                | 1                 | 4  |
| 5     | KAZ Cazaquistão    | 1               | 1                | 3                 | 6  |
| 6     | UZB Uzbequistão    | 1               | 1                | 2                 | 4  |
| 7     | TUR Turquia        | 1               |                  | 3                 | 4  |
| 8     | ALG Argélia        | 1               |                  | 1                 | 2  |
| 9     | ROM Romênia        | 1               |                  |                   | 1  |
| 10    | GEO Geórgia        |                 | 3                | 1                 | 4  |
| 11    | FRA França         |                 | 2                | 2                 | 4  |
| 12    | USA Estados Unidos |                 | 1                | 1                 | 2  |
|       | GBR Grã-Bretanha   |                 | 1                | 1                 | 2  |
|       | MDA Moldávia       |                 | 1                | 1                 | 2  |
| 15    | CUB Cuba           |                 | 1                |                   | 1  |
|       | IRI Irã            |                 | 1                |                   | 1  |
| 17    | GER Alemanha       |                 |                  | 1                 | 1  |
|       | ARG Argentina      |                 |                  | 1                 | 1  |
|       | AZE Azerbaijão     |                 |                  | 1                 | 1  |
|       | ESP Espanha        |                 |                  | 1                 | 1  |
|       | GRE Grécia         |                 |                  | 1                 | 1  |
|       | IND Índia          |                 |                  | 1                 | 1  |
|       | LTU Lituânia       |                 |                  | 1                 | 1  |
|       | POR Portugal       |                 |                  | 1                 | 1  |
|       | SWE Suécia         |                 |                  | 1                 | 1  |
|       | VEN Venezuela      |                 |                  | 1                 | 1  |
| TOTAL | TOTAL              | 16              | 16               | 32                | 64 |